# Europe by Satellite

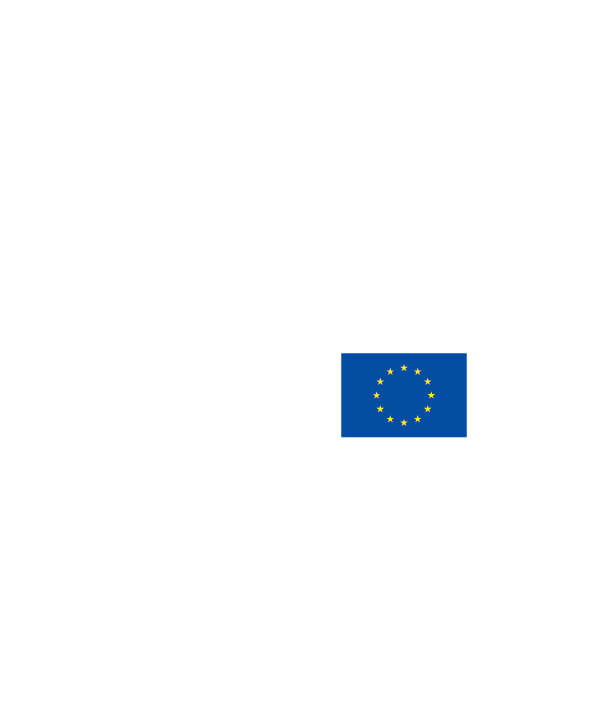
Logo EbS

Europe by Satellite – unijna stacja telewizyjna, która rozpoczęła emisję w 1995 roku.
Emituje konferencje prasowe i wydarzenia w instytucjach UE.
Unijna agencja telewizyjna zaczęła działać w 1995 r. Relacjonuje na żywo wydarzenia ze wszystkich unijnych instytucji, m.in. Komisji Europejskiej, Parlamentu Europejskiego i Rady. Relacjonuje codzienny briefing dla dziennikarzy w Komisji Europejskiej, sesje plenarne PE czy debaty. Agencja odgrywa istotną rolę w pracy dziennikarzy i korespondentów, dostarczając im potrzebne zdjęcia i informacje. Emituje konferencje prasowe i wydarzenia w instytucjach UE do bezpłatnego wykorzystania przez media nadawcze.
Komisja Europejska chce, by w ramach EbS powstawały programy edukacyjne, m.in. dla młodzieży. EbS dostępna jest przez internet. Od 1 marca 2007 r. unijna agencja telewizyjna EBS zaczęła nadawać z nowego satelity. Tym samym stację informacyjną poświęconą sprawom UE będzie można odbierać poza granicami Europy: na wschodzie Stanów Zjednoczonych, w Ameryce Łacińskiej, na Karaibach i Wyspach Kanaryjskich.